# لوی اشکول
لوی اِشکول (عبری: לֵוִי אֶשְׁכּוֹל؛ ۲۵ اکتبر ۱۸۹۵ – ۲۶ فوریهٔ ۱۹۶۹) سیاستمدار اسرائیلی، سومین نخست‌وزیر اسرائیل و وزیر دفاع اسرائیل بود. او در ۲۶ فوریه ۱۹۶۹ در سن ۷۳ سالگی درگذشت.

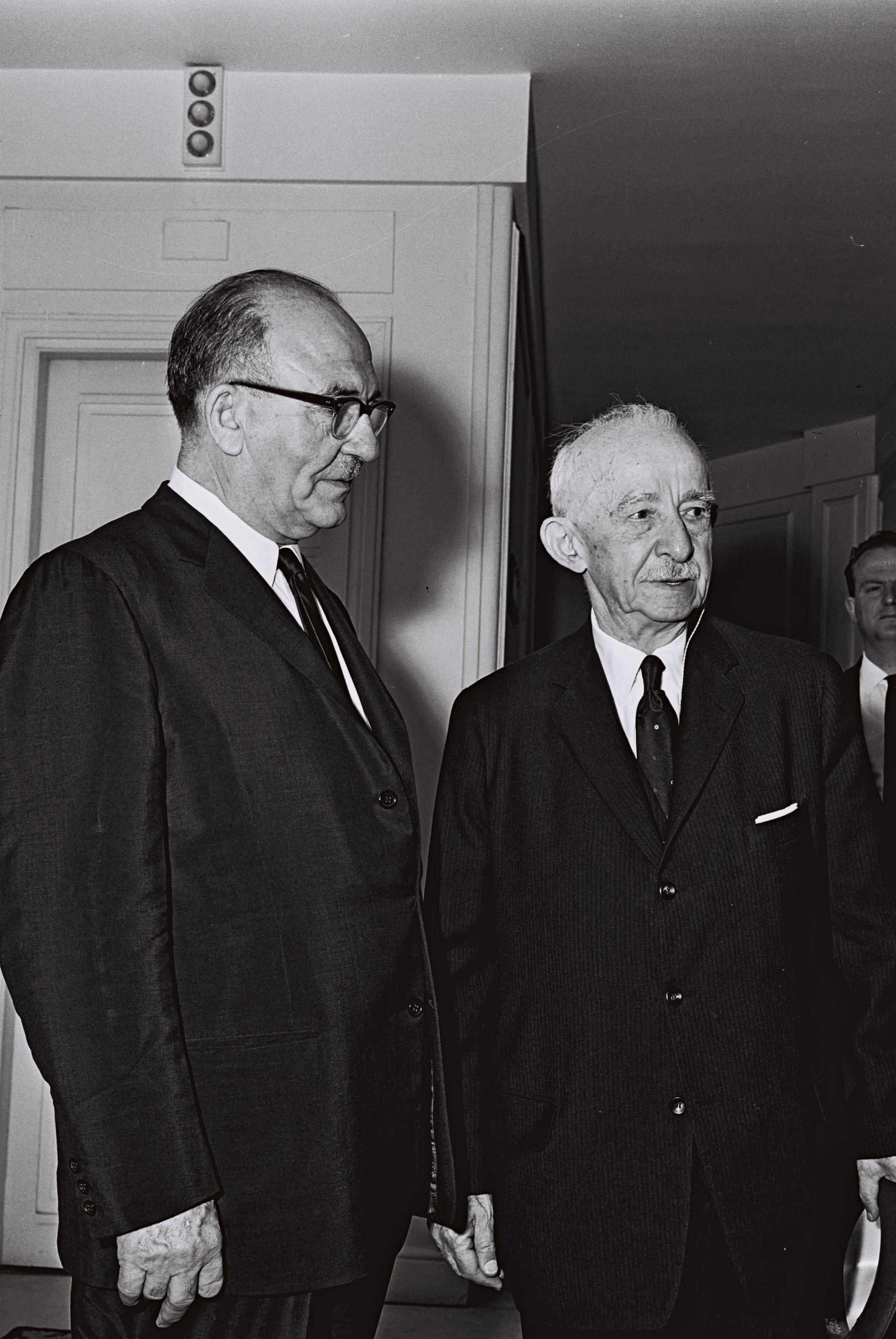
اشکول و اینونو رئیس‌جمهور ترکیه، ژوئیه ۱۹۶۴‏